# Holcoponera acuta
Holcoponera acuta (лат.) — вид примитивных тропических муравьёв рода Holcoponera из подсемейства Ectatomminae.

## Распространение
Встречаются в предгорных джунглях Южной Америки (Эквадор, Колумбия, Перу).

## Описание
Длина тела около 5 мм. От близких видов отличается 4-6 бороздками на пронотуме и заострённой (на латеральном виде) вершиной узелка петиоля; метанотальный шов отсутствует. Тело коричневато-чёрное. Стебелёк между грудкой и брюшком состоит из одного узловидного членика (петиоль). Голову и всё тело покрывают глубокие бороздки. Усики 12-члениковые. Глаза большие выпуклые. Челюсти субтреугольные с плоским базальным краем.
В 2022 году род Gnamptogenys был разделён на несколько (Alfaria + Gnamptogenys + Holcoponera + Poneracantha + Stictoponera) и данный вид перенесён в состав рода Holcoponera.